# 维勒罗曼
维勒罗曼（法語：Villeromain，法語發音：[vilʁɔmɛ̃]）是法国卢瓦-谢尔省的一个市镇，属于旺多姆区。

## 地理
维勒罗曼（47°43'44"N, 1°8'35"E）面积13.08 平方千米，位于法国中央-卢瓦尔河谷大区卢瓦-谢尔省，该省份为法国中北部省份，北起厄尔-卢瓦省，东北接卢瓦雷省，东南接谢尔省，南至安德尔省，西南接安德尔-卢瓦尔省，西北接萨尔特省。
与维勒罗曼接壤的市镇（或旧市镇、城区）包括：克吕舍赖、佩里尼、普赖、图拉耶、维勒马尔迪。

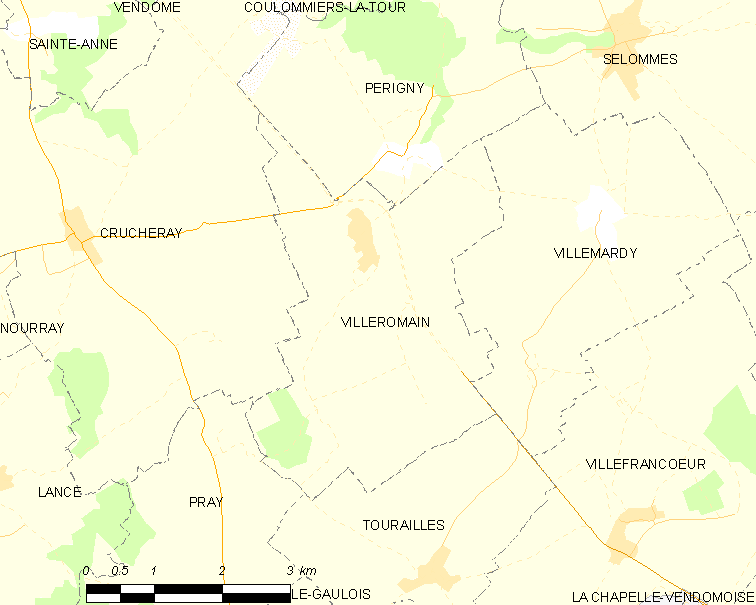
维勒罗曼的OSM定位图

维勒罗曼的时区为UTC+01:00、UTC+02:00（夏令时）。

## 行政
维勒罗曼的邮政编码为41100，INSEE市镇编码为41290。

## 政治
维勒罗曼所属的省级选区为卢瓦河畔蒙图瓦尔县。

## 人口

1962-2008年间维勒罗曼人口变化图示

维勒罗曼于2022年1月1日时的人口数量为222人。